# Una donna segnata
Una donna segnata (titolo originale Kvinna med födelsemärke) è un romanzo giallo dello scrittore svedese Håkan Nesser pubblicato in Svezia nel 1996.
È il quarto libro della serie che ha per protagonista il commissario Van Veeteren.
La prima edizione del romanzo è stata pubblicata nell'anno 2002 da Guanda.

## Trama
Il solitario e taciturno commissario ultracinquantenne  Van Veeteren è impegnato nelle indagini su una catena di delitti tra i quali è difficile stabilire un nesso. L'omicidio di un piccolo imprenditore dalla vita monotona è seguito da quello di un insegnante arrogante e manesco; oltre allo stesso modus operandi (due colpi di pistola al petto e due all'inguine) ci sono altre relazioni tra le vittime: i due avevano fatto il servizio militare insieme e prima della mortale aggressione erano stati bersaglio di telefonate in cui si sentiva solamente un motivo strumentale degli anni '60 ("The Rise and Fall of Flingel Bunt" degli Shadows). 
Le indagini non riescono ad evidenziare nulla fino al terzo omicidio; si chiarisce a quel punto che l'assassino è una donna che sta agendo per vendetta. Nello sperduto paesino dove viene ucciso un quarto uomo, l'unico che in qualche modo aveva tentato di difendersi, il commissario Van Veeteren scoprirà la lettera di confessione dell'assassina la cui vita tragica era stata segnata dai quattro uomini.

## Edizioni
- Håkan Nesser, Una donna segnata, traduzione di Carmen Giorgetti Cima, Guanda, 2002. ISBN 88-8246-463-6.
- Håkan Nesser, Una donna segnata, traduzione di Carmen Giorgetti Cima, TEA, 2004. ISBN 978-88-502-0583-7.
- Håkan Nesser, Una donna segnata, traduzione di Carmen Giorgetti Cima, TEA, 2012. ISBN 978-88-502-2977-2